# Neil Fachie

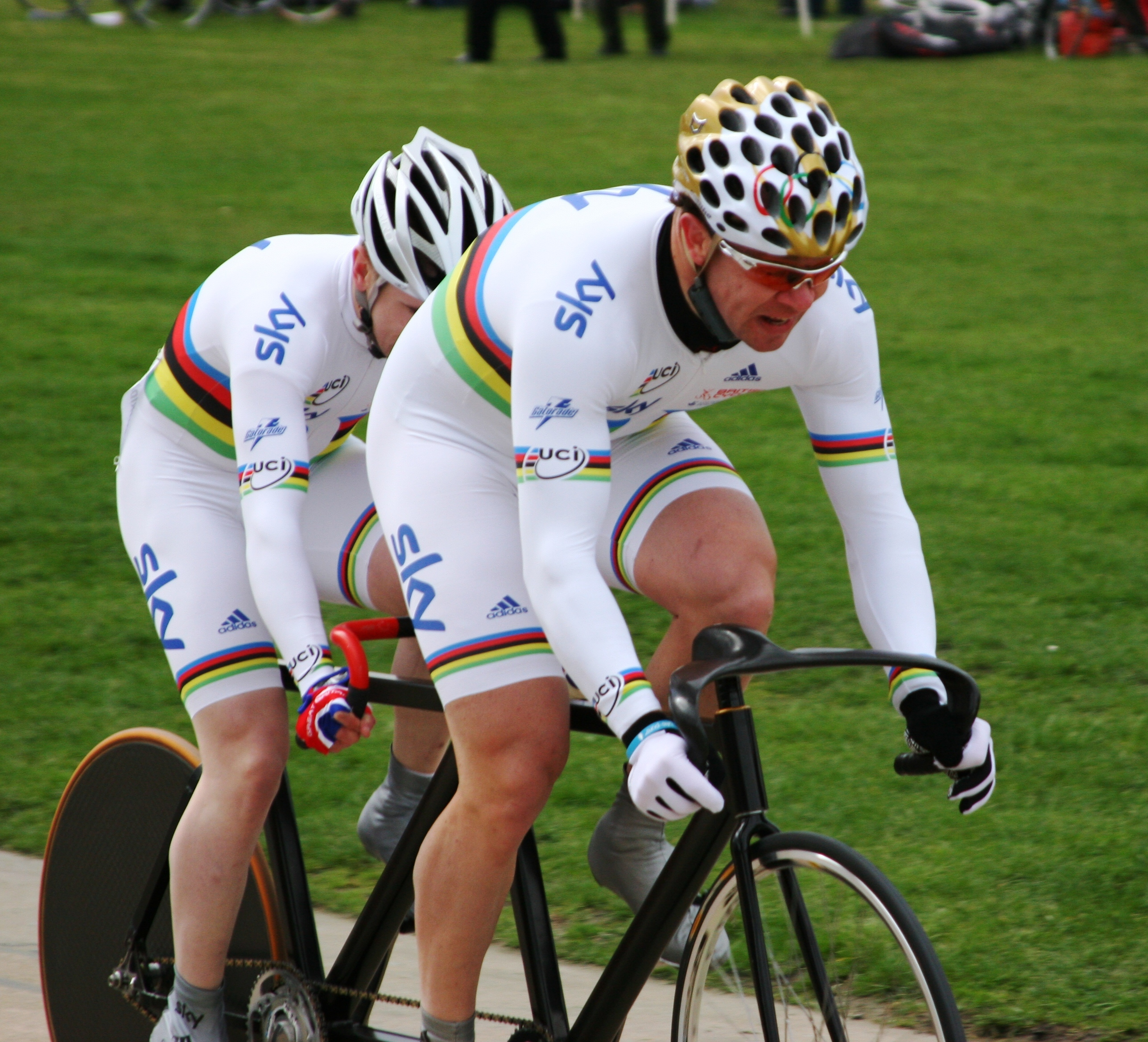
Neil Fachie hinter Pilot Barney Storey auf der Radrennbahn Herne Hill (2010)

Neil Fachie, MBE, (* 12. März 1984 in Aberdeen) ist ein schottischer Sportler mit einer Sehbehinderung, der in verschiedenen Sportarten startet.

## Sportliche Laufbahn
Neil Fachie, der unter Retinopathia pigmentosa, einer Netzhautdegeneration, leidet, studierte Physik an der University of Aberdeen. Dort begann er mit der Leichtathletik und qualifizierte sich mit 24 Jahren für die Paralympics 2008 in Peking, wo er den 100- und den 200-Meter-Lauf bestritt. Nachdem er dort keinen Podiumsplatz erringen konnte, beschloss er, zum Radsport zu wechseln.
Die gute körperliche Verfassung von Fachie beeindruckte die britischen Radsporttrainer auf Anhieb. Schon im September 2008 trainierte er mit dem britischen Paracycling-Nationalteam und wurde im April 2009 deren Mitglied. Im selben Jahr startete er gemeinsam mit Pilot Barney Storey bei den Bahnweltmeisterschaften in Manchester auf dem Tandem im Zeitfahren und Sprint und gewann in beiden Disziplinen die Goldmedaille; im Zeitfahren stellten die beiden mit 1:02,217 Minuten einen neuen Weltrekord auf. Zwei Jahre später nahm er mit Craig MacLean als Piloten an den Bahnweltmeisterschaften in Montichiari teil, wo er wiederum zweimal Gold errang, im Sprint zudem mit einem neuen Weltrekord von 10,282 Sekunden über 200 Meter in der Qualifikation. Bei seinen dritten Bahnweltmeisterschaften fuhr Fachie 2012 wieder gemeinsam mit Storey und gewann Silber über die 1000 Meter.
Im selben Jahr gingen Storey und Fachie bei den Paralympics in London an den Start. Im Zeitfahren sicherten sich die beiden Sportler mit der Weltrekordzeit von 1:01,351 Minuten die Goldmedaille. Im Sprint errangen sie Silber.
Für die Bahnweltmeisterschaften 2014 im mexikanischen Aguascalientes bildete Neil Fachie ein Team mit Pilot Peter Mitchell, mit dem er in Sprint und Zeitfahren zwei Goldmedaillen gewann. Fachie und Mitchell brachen dabei den von Fachie mit Storey bei den Paralympics 2012 aufgestellten Rekord über 1000 Meter mit der Zeit von 59,460 Sekunden und waren damit das erste Tandempaar, das unter einer Minute blieb. 2015 bei den Weltmeisterschaften in Apeldoorn gewannen Fachie und Mitchell erneut zwei Goldmedaillen in Sprint und Zeitfahren. Bei den Paralympics 2016 in Rio de Janeiro errang die beiden Sportler gemeinsam die Silbermedaille über die 1000 Meter auf der Bahn.
Mit Craig MacLean errang Fachie bei den Bahnweltmeisterschaften 2017 jeweils Silber in Sprint und Zeitfahren; 2018 gewann er mit Matthew Rotherham in beiden Disziplinen Gold. Fachie und Rotherham gewannen diese Wettbewerbe ebenfalls bei den Commonwealth Games 2018, bei denen sie für Schottland an den Start gingen. Bei an Weltmeisterschaften 2019 in Apeldoorn holten die beiden Sportler Gold im Sprint und Silber im Zeitfahren. Bei den Sommer-Paralympics 2020 errang er erneut Gold im Zeitfahren, hinter Matthew Rotherham.

## Ehrungen
2013 wurde Neil Fachie zum Member of the Order of the British Empire (MBE) ernannt. Im Juni desselben Jahres bekam er von Camilla, Duchess of Cornwall, hier Duchess of Rothesay, die Ehrendoktorwürde der Uni von Aberdeen verliehen.

## Erfolge
Sommer-Paralympics (MB)
2012  – Zeitfahren, mit Matthew Rotherham
2012  – Zeitfahren, mit Barney Storey
2012  – Sprint, mit Barney Storey
2016  – Zeitfahren, mit Peter Mitchell
2020  – Zeitfahren, mit Matthew Rotherham
2024  – Zeitfahren, mit Matthew Rotherham
UCI-Paracycling-Bahnweltmeisterschaften (MB)
2009  – Sprint, Zeitfahren (mit Barney Storey)
2011  – Sprint, Zeitfahren (mit Craig MacLean)
2012  – Sprint (mit Barney Storey)
2014  – Sprint, Zeitfahren (mit Peter Mitchell)
2015  – Sprint, Zeitfahren mit Peter Mitchell
2016  – Sprint, Zeitfahren (mit Peter Mitchell)
2017  – Sprint, Zeitfahren (mit Craig MacLean)
2018  – Sprint, Zeitfahren (mit Peter Mitchell)
2019  – Sprint (mit Matthew Rotherham)
2019  – Zeitfahren (mit Matthew Rotherham)
2020  – Zeitfahren (mit Matthew Rotherham)
2020  – Sprint (mit Matthew Rotherham)
2022  – Sprint, Zeitfahren (mit Matthew Rotherham)
2023  – Sprint, Zeitfahren (mit Matthew Rotherham), Teamsprint (Mixed) (mit Matthew Rotherham, Elizabeth Jordan und Amy Cole)
Commonwealth Games
2018  – Sprint, Zeitfahren (mit Matthew Rotherham)